# Buttigieg
Buttigieg (maltesisch: Buttiġieġ) Ausspracheⓘ, maltesisch: [bʊtːɪd͡ʒɪːt͡ʃ]) ist ein maltesischer Familienname. Er leitet sich vom sizilianischen Arabisch أبو الدجاج Abu-d-dajāj(i) ab und bezeichnet einen Geflügelhändler oder -züchter (von abu („Vater, Herr, Besitzer“) und dajāj („Geflügel“)).

## Namensträger
- Anthony Buttigieg (* 1962), maltesischer Politiker
- Anton Buttiġieġ (1912–1983), maltesischer Politiker und Schriftsteller
- Claudette Buttigieg (* 1968), maltesische Sängerin, Fernsehmoderatorin und Politikerin
- Eugène Buttigieg (* 1961), maltesischer Jurist
- John Buttigieg (* 1963), maltesischer Fußballspieler und -trainer
- Joseph A. Buttigieg (1947–2019), maltesisch-amerikanischer Literaturwissenschaftler
- Michele Francesco Buttigieg (1793–1866), maltesischer römisch-katholischer Geistlicher und erster Bischof von Gozo
- Pete Buttigieg (* 1982), US-amerikanischer Politiker (Demokratische Partei), Bürgermeister und Minister
- Victoria Buttigieg (* 1976), maltesische Juristin